# Stubbergård Sø
Stubbergård Sø är en sjö i Danmark.   Den ligger i Holstebro kommun i Region Mittjylland, 240 km väster om Köpenhamn. Stubbergård Sø ligger 4 meter över havet. Arean är 1,5 kvadratkilometer.
Stubbergård Sø ingår i Natura 2000 området Hjelm Hede, Flyndersø og Stubbergård Sø. På sjöns östra bredd ligger klosterruinen Stubber Kloster.